# Amt Breitenfelde
Amt Breitenfelde er et amt i det nordlige Tyskland, beliggende i Kreis Herzogtum Lauenburg i delstaten Slesvig-Holsten. Administrationen ligger i byen Mölln, som de siden 1. januar 2007 har haft et Verwaltungsgemeinschaft med. I kommunen Breitenfelde er der et kontor med borgersevice.

## Kommuner i amtet
| 1. Alt Mölln 2. Bälau 3. Borstorf 4. Breitenfelde 5. Grambek 6. Hornbek | 1. Lehmrade 2. Niendorf a. d. St. 3. Schretstaken 4. Talkau 5. Woltersdorf |

## Historie
Amtsbezirk Breitenfelde opstod i 1889 under den preussiske regering. Det er det ældste amt i Lauenburg. I 1948 omfattede amtet 10 kommuner. Ved nedlæggelsen af Amt Gudow-Sterley 1. januar 2007 indtrådte kommunerne Grambek og Lehmrade i Amt Breitenfelde. Kommunen Tramm, der indtil da hørte under amtet skiftede samtidig til Amt Büchen.